# Andreas Gottschalk
Andreas Gottschalk (Düsseldorf, 28 febbraio 1815 – Colonia, 8 settembre 1849) è stato un rivoluzionario e medico tedesco.

## Biografia
Era un membro della Lega dei comunisti, ed esponente delle tendenze settarie "di sinistra" del movimento operaio tedesco. Fondò e diventò presidente nell'aprile 1848 della Colonia Workers Association, che guidò fino al suo arrestato nel giugno dello stesso anno. Fu scarcerato nel mese di dicembre.
Dopo aver trascorso un breve periodo di tempo all'estero, tornò nuovamente in Colonia, dove lavorò fino alla sua morte come medico per i poveri, nell'autunno 1849.